# Toxoniella nyeri
Toxoniella nyeri – gatunek pająka z rodziny obniżowatych. Endemiczny dla Kenii.

## Taksonomia
Gatunek ten opisany został po raz pierwszy w 2021 roku przez Dancuna A. Oketcha i Li Shuqianga na łamach „African Invertebrates” w publikacji współautorstwa Esther N. Kioko. Jako lokalizację typową wskazano Naro Moru Gate na terenie Parku Narodowego Góry Kenia w gminie Naro Moru w kenijskim hrabstwie Nyeri. Epitet gatunkowy pochodzi od lokalizacji typowej.

## Morfologia

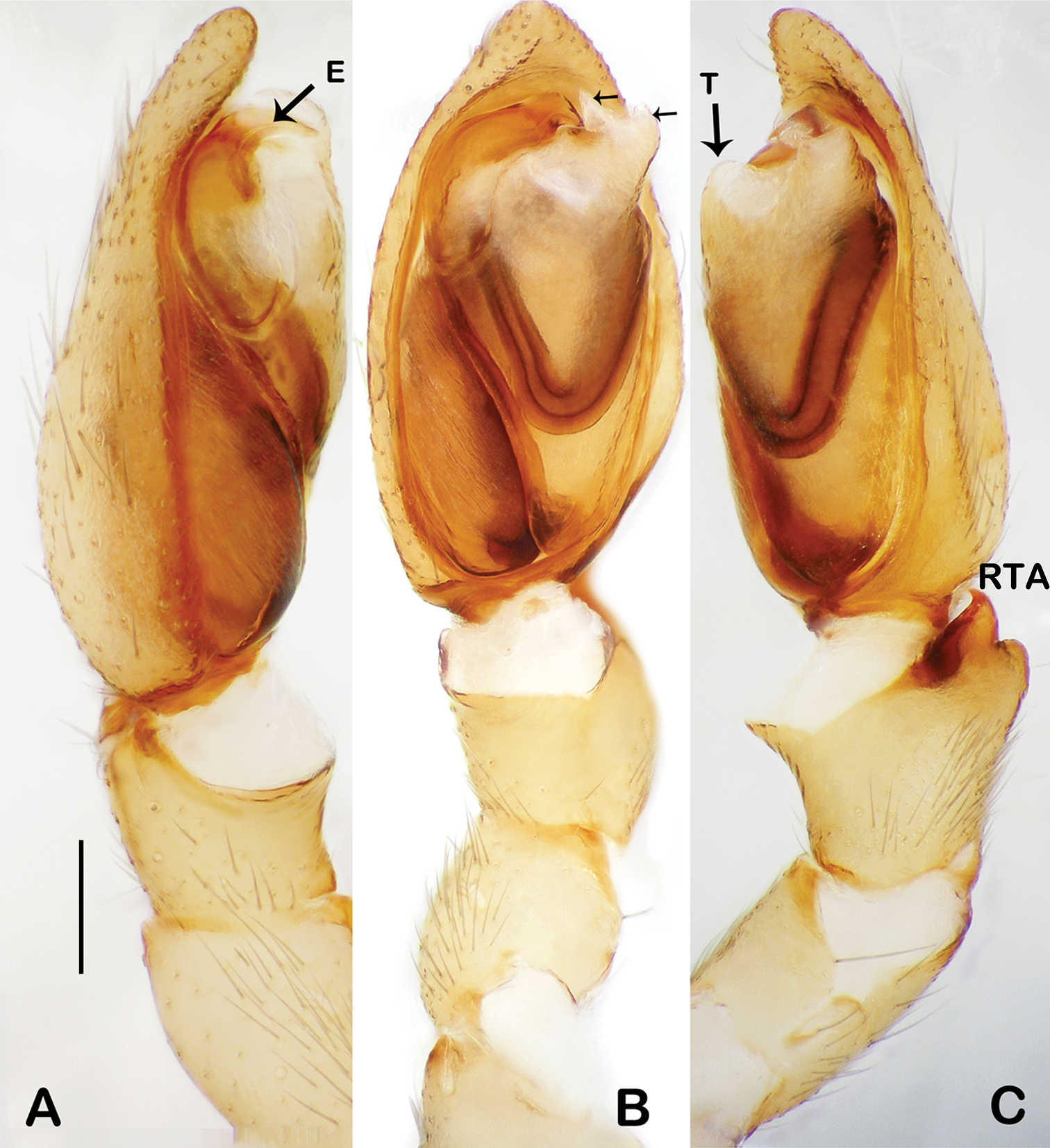
Bulbus samca. RTA: apofiza retrolateralna, T: tegulum, E: embolus

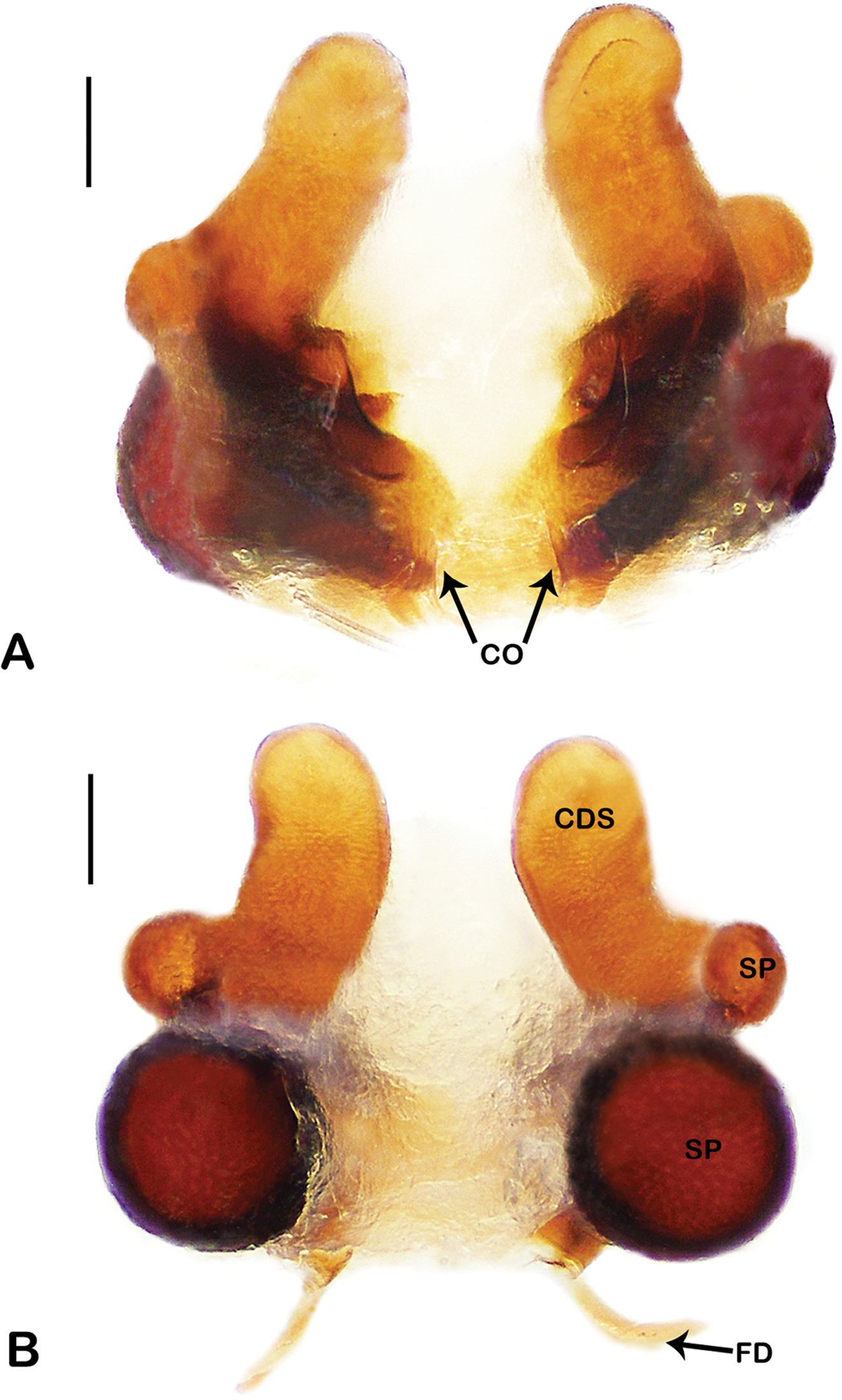
Genitalia samicy. CO: otwory kopulacyjne, CDS: cul de sacs, SP: spermateka, FD: przewód zapłodnieniowy

Samiec ma ciało długości 6,8 mm przy karapaksie długości 3,2 mm i szerokości 2,3 mm, samica zaś ma ciało długości 6,9 mm przy karapaksie długości 3,4 mm i szerokości 2,6 mm.
Ubarwienie karapaksu jest pomarańczowobrązowe z ciemnobrązową jamką, parą ciemnych linii za oczami pary tylno-środkowej oraz ciemnym, siateczkowatym wzorem; u samicy nieco ciemniejsze niż u samca. Krótki, pionowy nadustek ma żółtobrązową kolorystykę. Szczękoczułki są żółtawobrązowe. Dłuższa niż szeroka warga dolna jest dwukrotnie dłuższa niż szczęki. Dłuższe niż szerokie, sercowate w zarysie sternum jest bladożółte u samca, a brązowe u samicy. Odnóża pierwszej i drugiej pary odznaczają się szeregami długich, zakrzywionych trichobotrii. Opistosoma (odwłok) jest szara z wierzchu i szarawa od spodu, u samicy nieco ciemniejsza niż u samca.
Nogogłaszczki samca cechują się wstęgowatą w widoku grzbietowym i tępoguzkowatą w widoku brzusznym apofizą retrolateralną, V-kształtnym w widoku brzusznym przewodem nasiennym, biorącym początek na godzinie dziewiątej dużym i zakrzywionym embolusem oraz w widoku tylno-bocznym częściowo przysłaniającą embolus, błoniastą u szczytu apofizą medialną. Samica ma ciemnorudobrązową, silnie zesklerotyzowaną płytkę płciową z małymi i dość blisko siebie umieszczonymi otworami kopulacyjnymi, szeroką bruzdą pośrokdową, dość długim cul de sacs oraz spermatekami tylnej pary trzykrotnie większymi niż drobne spermateki pary przedniej.

## Występowanie
Pająk afrotropikalny, endemiczny dla Kenii, znany wyłącznie z lokalizacji typowej. Spotkany na rzędnych 3000 m n.p.m.